# Kyle Abbott
Kyle Jenkins Abbott (né Christian Victor Newman), est un personnage du feuilleton télévisé Les Feux de l'amour. Il est interprété par Michael Mealor aux États-Unis depuis mars 2018.

## Interprètes
- Connor et Garret Sullivan / Marissa et Madison Poer : 2001-2002
- Oliver et Cooper Guynes : 2002-2003
- Seth Michael Stern : 2004
- Garrett Ryan : Du 25 février 2010 au 5 janvier 2012
- Blake Hood : Du 27 avril 2012 au 12 avril 2013
- Hartley Sawyer : Du 24 avril 2013 au 27 janvier 2014
- Lachlan Buchanan: Du 25 février 2015 à Avril 2016
- Michael Mealor : Depuis Mars 2018

## Histoire

### La naissance de Kyle
En 1997, Diane Jenkins, devenue une architecte reconnue, revient à Genoa. Rapidement fiancée à Jack, ils finissent néanmoins par se séparer à cause de Phyllis et elle se marie avec Victor. Peu après, elle veut avoir un enfant de lui, mais Victor, convaincu par Nikki, se fait une vasectomie dans son dos. Cependant, avant l'opération, il fait un dépôt dans une banque de sperme. Peu après, Nikki se fait tirer dessus et les médecins disent qu'elle est condamnée. Sa dernière volonté est alors de se remarier avec Victor sur son lit de mort. Diane accepte de divorcer pour que ce remariage puisse avoir lieu mais Nikki survit à la grande surprise de tous et Victor refuse de divorcer d'elle pour se remarier avec Diane. Furieuse, elle engage Michael Baldwin qui réussit à rendre invalide le mariage de Victor et Nikki. De plus, elle vole l'échantillon de sperme de Victor et le cache. Avant même qu'elle puisse se faire inséminer, quelqu'un vole la capsule et la remet à la banque de sperme. Un mois plus tard, Diane réussit à la récupérer et se fait inséminer. Après la naissance de son fils Christian Victor Newman, elle annonce à Victor, avec certitude qu'il est le père et qu'il peut même faire un test de paternité. Lorsque les résultats tombent, ils indiquent que Victor n'est pas le père du bébé, ce qui laisse Diane sans voix. Elle quitte alors la ville pour Milan avec son fils. À son retour, Nikki révèle qu'elle a échangé l'échantillon de sperme de Victor avec un autre pour contrecarrer ses plans. Elle découvre ensuite avec stupéfaction que l'éprouvette que Diane a utilisée contenait le sperme de Jack et qu'il est donc le père du bébé. Diane renomme son fils Kyle Jenkins en hommage à son père et une bataille forcenée entre Diane et Jack pour la garde du bébé s'ensuit. Diane finalement obtient la garde mais, jalouse du mariage de Jack avec Phyllis, planifie de récupérer Jack. Elle monte un plan afin d'accuser Phyllis d'incendie volontaire et de tentative de meurtre envers elle en enflammant la pergola des Abbott. Phyllis et Jack comprennent que tout a été monté par Diane. Pour lui faire avouer, Jack séduit Diane qui lui avoue la vérité sur l'oreiller. Phyllis est acquittée et découvre ensuite que Diane avait payé un clochard pour appeler Phyllis alors qu'elle se trouvait dans la salle du mariage. Jack et Phyllis utilisent ce fait pour faire chanter Diane et récupérer la garde de Kyle. Diane utilise alors sa fortune pour aider à tirer d'affaires Jabot Cosmétiques. En raison de la friction provoquée par Jack travaillant pour Jabot et Phyllis travaillant pour Newman, Jack rend finalement son fils Kyle à Diane. Après un flirt raté avec Damon Porter, Diane quitta la ville avec Kyle pour Chicago.

### Le retour de Kyle à Genoa
En février 2010, Kyle et sa mère reviennent à Génoa pour faire une surprise à Jack qui va se marier, avec la complicité de sa nouvelle femme, Emily. Cependant, c'est Patty, sa première femme qui a pris sa place qui les reçoit.
En octobre 2010, Kyle et sa mère reviennent à nouveau mais cette fois, Diane décide de s'installer à Genoa. Au début, Kyle est mitigé parce qu'il quitte tous ses amis de Toronto mais finalement, il est content car c'est l'occasion de se rapprocher encore plus de son père. Quelques jours plus tard, Phyllis publie un article très négatif sur Diane. Elle est folle de rage et espère que Kyle ne tombera pas dessus. Pourtant, en naviguant sur Internet, il tombe sur cet article. Il se rend à Restless Style et s'en prend verbalement à Phyllis. De plus, il renverse son café sur son ordinateur portable. Plus tard, Victor propose un poste d'architecte d'intérieur à sa mère et leur propose de venir vivre au ranch, étant donné qu'il souhaiterait remanier une partie du ranch. Elle accepte et Kyle en est heureux. Cependant, Jack apprend que Diane s'installe avec Victor, et, refusant de laisser Kyle vivre sous le toit de son pire ennemi, décide de le prendre chez lui. Mais les rapports de Kyle avec Phyllis sont compliqués, il ne la supporte pas. Le 11 mars 2011, Diane et Victor se marient. Kyle annonce à son père qu'il compte aller vivre au ranch le soir-même.
À peine quelques mois plus tard, Victor annule le mariage et met Diane dehors. Kyle revient vire chez son père. Pour se venger de Victor, Diane sabote l'entrée en Bourse de Newman Entreprises avec Adam en faisant croire au monde entier que Victor est mort afin qu'Adam puisse acheter le plus d'actions Newman à bas prix. Cependant, Diane parle du plan à Jack, ce qui lui permet de faire la même chose qu'Adam. Rapidement, l'autorité des marchés financiers se met à enquêter. Victor pense qu'Adam est derrière tout ça et qu'il a entraîné Diane dans son plan. Quant à Jack, pour lui, c'est un opportuniste. Gus Heyman, un ancien employé de Victor, est l'agent envoyé par l'autorité des marchés financiers pour enquêter sur ce qui s'est passé le jour de l'introduction en Bourse de Newman Entreprises. Victor veut à tout prix coincer son fils mais Gus pense qu'il n'a pas monté seul cette histoire pour faire baisser le prix des actions Newman. Pour lui, l'instigatrice de tout est Diane, Adam et Jack l'ont juste aidée à acheter un maximum d'actions. Ses soupçons se confirment quand il entend Diane dire à son fils qu'il faut qu'ils quittent la ville le plus rapidement possible. Gus se présente à elle et lui interdit de quitter l'État sous peine d'être arrêtée. Juste après, Victor remet des citations à comparaitre à Diane, Adam et Jack. Kyle dit à son père que sa mère voulait qu'ils quittent la ville. Jack n'arrive pas à le croire et après avoir confronté Diane, il lui promet qu'il fera tout pour qu'il reste à Genoa avec lui.

### La mort de Diane
Quelque temps plus tard Adam fait part de son nouveau plan à Diane : envoyer Victor en prison à leur place. Pour ce faire, il veut organiser la fausse mort de Diane. Il lui dit qu'elle doit d'abord confier la garde exclusive de Kyle à Victor. Celui-ci accepte rapidement de signer les papiers qui le rendent tuteur de Kyle. Mais Diane ne veut pas que Kyle soit à Genoa lorsque les choses dégénèreront, pour éviter que Jack et Victor se le disputent. Adam s'engage alors à le faire partir loin pour que personne ne puisse le retrouver. Il fournit à Diane de faux papiers avec de fausses identités, Jennifer et Timothy Bilton, pour elle et Kyle. Le soir même, elle envoie Kyle dans un pensionnat en Suisse sans que personne le sache. Elle oblige Kyle à mentir à son père avant son départ lorsque celui-ci l'invite à venir passer la nuit chez lui. Cependant, Jack trouve Kyle émotionné, comme s'il ne lui disait pas tout. À l'aéroport, Diane dit à Kyle de ne pas l'appeler et qu'elle le rejoindra d'ici peu. Avant de partir, elle lui offre un bracelet. Leurs au revoir sont très émouvants. Mais seulement quelques jours plus tard, le soir du 1er aout, Diane est assassinée dans le parc. L'autopsie révèle qu'elle a été frappée derrière la tête à 10 reprises et qu'elle est morte au bout du 3e coup à peu près et qu'une trace laissée par une bague arborant les armoiries d'Harvard est présente sur son bras ainsi qu'une clé, enfoncée dans sa gorge. En moins de 24h, l'affaire devient une affaire d'État. La police fait appel à un ancien agent du FBI, Ronan Malloy (le fils de Nina volé à la naissance), afin de la résoudre. Jack recherche Kyle pour lui annoncer la mort de sa mère. Grâce à Paul, il parvient à le retrouver et s'envole en Suisse avec la permission de Ronan. Quand il arrive au pensionnat, Kyle est heureux de le voir mais ne comprend pas pourquoi ce n'est pas sa mère qui est venue alors qu'elle lui a promis qu'elle viendrait. Jack lui annonce alors la mauvaise nouvelle puis rentre avec lui à Genoa. À peine arrivé au manoir, Victor lui rend visite et lui montre les papiers qui le rendent tuteur de Kyle. Il n'en revient pas et les déchire en jurant qu'il ne lui prendra jamais son fils. Le lendemain, il reçoit la visite de Ronan. Celui-ci l'informe qu'il souhaite récupérer sa bague avec les armoiries d'Harvard pour voir si elle correspond à la trace laissée sur le bras de Diane. Kyle, en haut de l'escalier, l'entend et décide de la prendre avant que son père la rapporte à Ronan. Donc quand Jack monte pour la récupérer, il ne la trouve pas. Mais plus tard, il lui rendra en lui disant qu'il l'a prise parce qu'il ne voulait pas le perdre en plus de sa mère. Jack est touché mais comprend aussi que Kyle ne le croit pas totalement innocent dans la mort de Diane. Alors il se montre clair sur une chose : jamais il n'aurait pu tuer sa mère même s'ils avaient des différends parce qu'il savait à quel point ça lui ferait du mal. À la demande de Kyle, Jack l'accompagne sur la scène de crime puis dans la chambre de sa mère pour y récupérer ses affaires. C'est alors qu'il voit des coussins avec des phrases dessus un peu partout dans la pièce, ce qui l'étonne beaucoup parce qu'ils n'y étaient pas là avant qu'il parte. Puis Michael organise les funérailles de Diane pour montrer à Kyle que sa mère n'avait pas que des ennemis.
L'enquête sur la mort de sa mère dure plusieurs mois. En décembre 2011, Victor se dénonce du meurtre de Diane. Kyle est très en colère et déçu du comportement de Victor, qui était un homme qu'il admirait. Mais peu après la police découvre que Victor est innocent et qu'il s'est dénoncé pour protéger son ex-femme, Nikki qui semble être la véritable meurtrière de Diane. Au moment des fêtes de fin d'année, Jack et Kyle annoncent au reste de la famille qu'il va entrer dans une nouvelle école à Lake Placid qui lui a proposé d'y effectuer un stage de hockey. C'est après son départ que l'on découvre que Nikki a bien tué Diane, mais en légitime défense après que celle-ci ait essayé de lui injecter une drogue paralysante et de l'étrangler.

### Kyle contre Jack et Nikki
Kyle revient jeune adulte à Genoa le 27 avril à l'occasion du baptême de son cousin nouveau-né, Johnny. Cependant, il constate, à l'église, que son père et Nikki sont très proches et apprend ensuite qu'ils sont ensemble. Alors lors de la petite fête organisée au Gloworn après le baptême, Kyle confronte son père & Nikki et lance au visage de celle-ci qu'elle devrait être en prison pour avoir tué sa mère. En signe de désapprobation de cette relation, Kyle s'installe chez Victor et se fait engager chez Newman Entreprises. Nikki rompt alors pendant plusieurs jours avec Jack pour le bien-être de Kyle.

### Le nouveau retour de Kyle
- En mars 2018, après presque deux ans d'absence, Kyle revient à Genoa, pour les 100 ans de la grande école de Walnut Grove. Il vient voir Victor à l'hôpital pour annoncer son grand retour, mais Victor inconscient, ne l'entend pas. Il se rend ensuite au Belvédère où a lieu le centenaire de Walnut Grove. Kyle arrive peu de temps avant l'arrestation de Jack pour l'agression de Victor. Le lendemain, Kyle rend visite à Jack en prison et lui fait part de son désir de le remplacer à son poste de PDG chez Jabot. Jack, mécontent, se demande ce qui le pousse à agir de la sorte. Kyle affirme ressentir une profonde rancœur contre Jack. Il se rend ensuite chez Jabot et vire Gloria sur le champ, excédé par ses réflexions. Ashley et Abby, qui ont récemment appris que Jack n'est pas le fils biologique de John Abbott, sont surprises d'apprendre que Kyle a pris rapidement la place de Jack, surtout qu'avec la nouvelle clause instaurée par celui-ci, seul quelqu'un qui a du vrai sang Abbott peut diriger l'entreprise. Ashley suggère alors à William de reprendre la place de Kyle et de devenir PDG par intérim, William accepte, ce qui n'enchante pas Kyle, à cause des déboires de William.

- Après avoir pris le contrôle de Jabot, Kyle souhaite ouvrir le capital de Jabot. Peu après, Genoa découvre que ce n'est pas Jack qui a agressé Victor, mais que c'est J.T. qui en est l'auteur. Jack est finalement libéré de prison et lors de la réunion pour l'entrée en bourse de Jabot, ce dernier arrive in extremis et reprend sa place de PDG. Il a ensuite une discussion avec son fils et de cette conversation, Jack apprend les raisons de la colère de Kyle envers lui. Ce dernier organise ensuite une fête en l'honneur de Jack, mais il voit clair dans son jeu et engage William en tant que directeur des opérations, dans le but de surveiller Kyle. Par la suite, Kyle découvre la carte mémoire contenant les interviews enregistrées de Dina, et la récupère quasiment brûlée. Kyle tente de lire le fichier mais il est trop endommagé, il fait appel à Ravi pour l'aider à récupérer le fichier. Après avoir visionné la vidéo, Kyle découvre avec stupeur la vérité à propos de la paternité de Jack.

- Avec l'élément des révélations de Dina en sa possession, Kyle souhaite s'en servir. Il rend visite à Victor et lui fait part d'un secret qui pourrait anéantir Jack, dans l'espoir d'obtenir un poste chez Newman. Cependant, Victor ne lui fait pas assez confiance pour prétendre d'obtenir une place chez Newman Entreprises. Kyle apporte alors la preuve de son secret et le montre à Victor. Avec la maladie de Dina et manque de preuves, Victor a du mal à croire à ses révélations. Kyle lui raconte alors ses soupçons concernant Ashley et Abby du fait qu'elles connaissent ce secret et qu'elles aient voulu le dissimuler. Victor décide de garder en sa possession la clé USB, contrairement à Kyle, qui refuse d'impliquer sa famille. Le même soir, la projection du film de Dina est prévue au cinéma. Famille et amis sont invités et s'y rendent. Victor fait irruption lors de la séance, ce qui ne ravit pas Jack. Le film réalisé par Charlie Ashby est projeté et tout le monde apprécie. Mais par la suite, un incident se produit et le montage du film est modifié, les révélations de Dina au sujet de la paternité de Jack sont finalement diffusées : Jack apprend publiquement qu'il n'est pas le fils biologique de John Abbott (épisode diffusée le 22 mars 2021 sur TF1). Après la projection, Jack cherche à comprendre la vérité. Il apprend qu'Ashley et Abby étaient au courant du secret de Dina, de la dissimulation de la paternité de Jack et du fait qu'elles aient réalisées un test ADN pour confirmer ou contrer les dires de Dina. Ce dernier se sent trahi par sa sœur et sa nièce, mais particulièrement par sa mère qu'il blâme sans remords et sans qu'elle puisse comprendre ce qui l'énerve. Jack décide par la suite grâce à un conseil de Neil d'effectuer à nouveau un test ADN entre lui et William. Le 14 mai (épisode diffusé le 26 mars 2021 sur TF1), Jack à la confirmation qu'il n'est pas le fils de John.

- Après que Jack eut confirmation du test ADN, il tente d'oublier et se voile la face concernant la réalité. William et Kyle tentent de le raisonner en lui disant que malgré les résultats, il reste un Abbott dans l'âme. Jack refuse d'écouter ces paroles et prend la fuite. Plus tard, les Abbott remarquent la disparition soudaine de Jack. Avec la clause que Jack a instaurée quelques mois plus tôt sur la direction de l'entreprise familiale, celui-ci ne peut plus la diriger. Ashley propose que William prenne le poste de Jack, par intérim. William est élu à l'unanimité, bien qu'il refuse de prendre la place de son frère. * Après le retour de Jack, celui-ci apprend que William a été élu PDG pendant son absence. Dévasté, il part boire un verre au Club, en compagnie de son fils. Ce dernier lui apporte une idée : faire annuler la clause de filiation de Jabot afin que Jack récupère son poste. Lorsque Jack annonce à Phyllis, Ashley et William sa volonté d'annuler la clause et de récupérer sa place de PDG, William refuse et souhaite respecter la clause en soumettant à Jack son envie de diriger l'entreprise à sa manière, et dans le but de l'éloigner du monde des affaires le temps qu'il se remette de la nouvelle sur sa paternité. N'ayant pas dit son dernier mot, il complote avec Kyle pour évincer William de son poste. Finalement, Jack se rétracte et annonce sa démission, ce qui contrarie William et Kyle. D'un autre côté, il souhaite aussi monter un business et tente de rallier Kyle, puis Ashley, mais ces derniers refusent.

- Début juin, Summer revient en ville. Kyle la croise lors d'une soirée à la terrasse du Club. Convaincue que ses sentiments sont encore présents, Summer teste Kyle mais celui-ci affirme avoir tourné la page depuis longtemps. Plus tard dans la soirée, Summer est mise en état d'arrestation et passe la nuit en prison. En sortant de prison, Summer continue à provoquer Kyle, qui ne réagit pour la remettre en place. William, qui a engagé Summer chez Jabot, la met en équipe avec Kyle, ce que ce dernier est loin d'apprécier au départ, mais commence à supporter sa compagnie. Parallèlement, Jack, toujours à la recherche de l'identité de son père biologique, apprend que Phillip Chancellor II pourrait être son père biologique et le fait savoir à Kyle. Ensemble, ils partent à la banque du centre-ville ou ils ouvrent une boîte contenant une photo de Dina, Katherine, John et Phillip. Correspondant à la description de l'homme dont parlait Dina dans son journal et au vu de la date de la prise de la photo, Jack conclut que Phillip Chancellor est son père biologique. Il souhaite exhumer le corps mais Jill et Cane refusent. Jack décide de les attaquer en justice et prépare Dina pour le procès, assez lucide pour être prête. Il finit malheureusement par abandonner les poursuites lorsqu'elle ne se souvient de rien. Kyle part ensuite à la fête d'anniversaire de William, frustré par l'abandon de Jack concernant les poursuites, mais au cours de la soirée, également par la volonté d'Ashley de revenir chez Jabot, cette dernière ayant récemment quitté Newman. Plus tard, il quitte la soirée et s'introduit par effraction chez les Chancellor et déterre le corps de Phillip. Il est interrompu par la police par la suite arrêté mais il est très vite libéré après son procès. Jack contacte Esther et à la demande de Jack, Kyle fait son mea culpa envers Esther, avant de dévoiler à son père qu'il a réussi à prendre un fragment d'os appartenant à Phillip. Quelques jours plus tard, Jill débarque à Genoa et blâme Kyle pour son acte. Jack intervient et finit par la calmer et vont dîner ensemble à l'Athletic Club. Au retour, Jill met sa colère de côté et pardonne Kyle pour son acte, avant de découvrir qu'il a fait secrètement un test ADN. Jill dispute Jack et Kyle et lit la lettre qui stipule que Jack n'est pas le fils biologique de Phillip Chancellor II. Jack et Kyle sont anéantis mais se réconfortent avec des albums photos montrés par Dina. Jack trouve dans les albums photos les pages manquantes du journal intime et les montre à Kyle, ils apprennent que Dina n'a jamais eu de relation avec Phillip.

- Ashley, récemment revenue chez Jabot, commence à se méfier de William et se pose des questions sur ses dépenses concernant les dépenses de celui-ci, notamment sur le Yachtbot, qu'il a acquis quelques semaines plus tôt. Elle fait équipe avec Kyle pour découvrir les plans de William. Ce dernier, conscient que sa sœur est constamment derrière ses pattes depuis son retour, l'envoie à Boston pour une conférence. Ashley comprend très vite le jeu de William de l'évincer de Jabot et charge Kyle de surveiller les moindres faits et gestes de son oncle, Kyle accepte. Au grand étonnement de William, Ashley revient à Genoa plus vite que prévu, et apprend par Jack que William a replongé dans les jeux d'argent. Parallèlement, Kyle découvre que Phyllis a couché avec un autre homme que William, et il lui demande des comptes sur l'identité de cet homme, Phyllis refuse de lui donner des détails. Summer constate que leur relation est tendue et part chercher des informations auprès de Kyle, qui refuse de lui dire ce qu'il a découvert. Le même soir, Summer tente en quelque sorte de raviver la flamme qu'il y avait entre elle et Kyle, et les deux finissent par s'embrasser dans son appartement. Sur le coup de l'action, Kyle révèle accidentellement qu'un homme se trouvait dans l'appartement l'autre soir. Summer apprend que Phyllis a trompé William. En fouillant dans son répertoire, elle constate que des nombreux coups de fil ont été passés à Jack ces derniers temps. Summer tente de rapprocher Jack et Phyllis en inventant un prétexte que Phyllis n'est pas heureuse avec William et que Jack a besoin de soutien par rapport à sa paternité. Les deux ex se retrouvent dans l'appartement de Summer et se "réconfortent", jusqu'au moment où Jack tente de l'embrasser. Phyllis le repousse gentiment en lui avouant qu'elle est heureuse avec William. Jack part brusquement. En rediscutant de ce qu'il s'est passé, ils constatent que Summer leur a tendu un piège. De son côté, Kyle qui a surveillé Phyllis et Jack via une caméra que Summer a installée, apprend à cette dernière que Phyllis n'a pas couché avec Jack ou avec un autre homme dans la journée. Summer est déçue mais n'abandonne pas. Plus tard, elle revient en parler à Kyle qui commence à penser que Nick était l'amant de Phyllis ce soir-là et demande des détails à Summer. Grâce aux détails de cette dernière, ils apprennent que Nick et Phyllis ont eu une liaison ce soir-là. Summer envisage d'aller le dire à William mais ses parents réussissent à l'en empêcher en achetant son silence. Pour pouvoir mettre fin au couple de Phyllis et William, Summer envisage de le séduire d'elle-même en lui faisant perdre ses moyens. Elle fait un pari avec Kyle comme quoi elle couchera avec son beau-père avant la fin du mois d'août. Kyle accepte de parier avec elle.

- Peu après, Summer revient en ville, bien décidée à se venger de sa mère qui l'a évincée de Genoa. Elle la confronte au manoir des Abbott. D'un autre côté, à cause de Phyllis, Summer perd son pari et Kyle souhaite coucher avec elle, mais il préfère prendre son temps pour en profiter. Le soir du lancement d'Étalon Noir, elle et Kyle s'éclipsent plus tôt de la soirée pour pouvoir coucher ensemble. Summer souhaite faire ça à la va-vite, mais Kyle se rend compte qu'il a toujours des sentiments pour Summer et lorsqu'elle part se changer, il fait semblant de dormir et part discrètement le lendemain. Summer le cherche tandis que Kyle l'évite, ils se retrouvent au Néon Ecarlate ou Summer comprend qu'il n'a pas couché avec elle car il l'aime encore, Kyle finit par confirmer que c'est le cas avant de tenter de partir. Summer lui avoue qu'elle l'aime également comme un frère. Blessé, Kyle s'en va.

### Sa relation avec Lola
- En septembre, Kyle rencontre Lola, une jeune femme qui gère un food-truck "La Vida Lola" au pied de l'immeuble Jabot. Kyle la courtise, mais Lola n'est pas réceptive à son jeu de séduction. Mais Kyle arrive à la convaincre de le voir sous un autre jour et assez méfiante envers le personnage, Lola réussit à faire abstraction de son côté vantard et commence elle aussi à s'intéresser à lui. Ils s'embrassent pour la première fois en octobre au Néon Ecarlate, ce que Summer ne loupe pas et repart discrètement sans être vus. Mais la relation de Lola et Kyle ne plaisent pas à Rey et Arturo Rosales, ses deux grands frères en mésentente mais en accord sur ce point-là, notamment lorsqu'ils apprennent que Kyle a profané une tombe (lire plus haut ou voir Jack Abbott). Mais Lola réussit à leur convaincre qu'elle n'a pas besoin de leur protection ni de leur approbation. D'un autre côté, leur relation rencontre un problème lorsque Summer fait irruption chez les Abbott, alors que Kyle, Lola, Mariah et Tessa sont en pleine soirée jeux. Kyle accepte de faire rentrer Summer, devant la colère des trois femmes, notamment Lola, déçue qu'il fasse passer son ex avant elle. Après les confessions de Summer concernant William (voir Billy Abbott, Summer Newman ou Phyllis Summers), Kyle tente de reconquérir Lola, mais elle le fait galérer en refusant ses avances. C'est en observant Kyle dire à Summer qu'il a tourné la page et qu'il a envie de découvrir Lola que celle-ci est convaincue de la sincérité de Kyle et accepte de lui donner une seconde chance. Par ailleurs, Kyle apprend que Lola est vierge, ce qui crée un malaise entre eux mais il finit par accepter son choix de se préserver.

- Summer, jalouse de la relation de Lola et Kyle, essaye de reconquérir ce dernier mais il justifie avoir tourné la page avec elle et être heureux avec Lola, ce qui rend Summer malheureuse et l'amène ainsi à quitter la ville (elle a reçu une proposition de travail de son grand-père Victor Newman à Dubaï). Peu après le départ de Summer, un autre problème s'ajoute au couple : Fenmore Baldwin, qui revient s'installer en ville. Le jeune homme, qui a arrêté ses études de droit pour se consacrer à la musique, remarque Lola et commence à lui faire la cour. Mais ce qu'il ne sait pas, c'est que la jeune femme est en couple avec Kyle, plus ou moins son ennemi. Lorsque Kyle le remarque, il met les points sur les i avec Fenmore, lui faisant comprendre à plusieurs reprises que Lola est prise. Mais cela n'empêche pas Fenmore de continuer à la regarder. Lors des fêtes de Noël, Kyle offre à Lola un sac hors de prix (sans qu'elle ne le sache) et Lola lui offre une montre, pour compenser celle qu'il a perdue. Mais peu après, Lola apprend par Kerry Johnson, la nouvelle chimiste de Jabot et petite-amie de Jack, que le sac est hors de prix. Lola comprend alors que Kyle a usé de son argent pour lui faire plaisir et décide de le larguer devant lui, ne voulant pas paraître comme la fille qui profite de l'argent des riches. Le soir du réveillon, elle se rend seule chez Devon, sans Kyle et apprend aux autres sa rupture avec Kyle. Mais celui-ci retrouve Lola grâce à Abby pour la reconquérir, mais elle refuse de l'écouter et embrasse Fen lors des douze coups de minuit, devant les yeux de Kyle. Le lendemain, il croise Fen au Néon Ecarlate et le confronte. Les deux hommes se disputent jusqu'à l'intervention de Lola, qui leur fait comprendre qu'elle ne souhaite avoir une relation avec ni l'un, ni l'autre. Mais Kyle n'abandonne pas et tente de crever l'abcès avec Lola. Ayant enfin pris conscience de ce que Lola à enduré lors de son enfance, Kyle lui raconte sa vie d'avant, lorsqu'il vivait uniquement avec sa mère. Leur discussion entraîne une réconciliation.

- Fin janvier 2019, Summer revient à nouveau en ville, après une escale à Dubaï. D'entrée, elle souhaite arranger les choses avec Kyle, bien qu'il soit toujours en couple avec Lola et qu'il impose des limites. Puis, elle se met à narguer Lola et Kyle. Afin de rendre jaloux ce dernier, elle se sert de Fen en l'invitant un soir au Club. Elle l'embrasse langoureusement pour que Kyle le remarque. Celui-ci le remarque effectivement, assez étonné. Le retour de Summer cause quelques dégâts dans la relation de Kyle et Lola, qui se demande si Kyle ressent encore quelque chose pour elle. Ce dernier, qui s'inquiète pour Lola dû à son temps de travail, lui propose d'aller se détendre en lui proposant une soirée cinéma, en compagnie de Mariah et Tessa. Avant de partir, Summer et Fen se joignent à eux. Summer commence à parler du shooting photo que Fen et Kyle ont fait quelques jours plus tôt pour la nouvelle campagne publicitaire de Jabot et les montre à Lola. Kyle mal à l'aise, éteint le téléphone de Fen et remarque que Lola est de mauvaise humeur lorsqu'elle souhaite soudainement rentrer. Ils ont une discussion qui se transforme en dispute ou ils mettent les choses à plat : Lola pense que Kyle est encore amoureux de Summer et qu'il a du mal avec elle par rapport à son choix de virginité. Kyle n'admet pas encore ressentir de l'amour pour Summer mais avoue qu'il aimerait passer la seconde avec Lola mais qu'il se retient par respect pour elle. Il ajoute qu'il pense qu'elle n'a pas assez confiance en lui pour se préserver autant. Lola est sur le point de le contredire sur ce point lorsqu'elle comprend que les autres ont tout entendu et part en pleurs, couverte de honte. Kyle déprime et en parle à Jack. Sous les conseils de son père, il décide de ne pas lâcher l'affaire et l'invite à avoir une discussion au Néon Ecarlate. Il croise ensuite le chemin de Summer, qui continue de s'excuser auprès de lui. Lola le rejoint, mais leur relation reste au point mort lorsque Lola fait comprendre à Kyle qu'il ne perçoit pas ce qu'elle lui reproche, après que Kyle lui a proposé de l'inviter au chalet Abbott. Kyle déprime à nouveau et décide de passer la Saint-Valentin au chalet, seul. Il reçoit la visite de Summer, qui lui demande d'entrer. Après réticence, il accepte. Bien que Lola ne soit pas là, Kyle accepte à contrecœur de réaliser ces activités avec Summer. Puis ils ont une discussion ou Summer déclare sa flamme et finit par l'embrasser, devant Lola qui les surprend par la fenêtre. Elle confronte Kyle et Summer. Kyle lui jure que ce baiser n'était pas voulu tandis que Summer affirme le contraire. A bout, Lola part. Kyle la suit jusqu'au Club ou il continue de lui implorer son pardon mais Arturo, présent, lui ordonne de s'en aller.

- Lorsqu'il rentre chez lui, il trouve Lola, inconsciente au bord de la piscine et son corps sous l'eau. Il la sort de l'eau et appelle les secours. A l'hôpital, il est confronté par Arturo, qui l'accuse d'être responsable de l'accident de sa petite sœur. Mais ce dernier finit par être convaincu par Kyle, bien qu'il le blâme pour avoir brisé le cœur de Lola. Kyle apprend ensuite à Abby et Arturo que l'inspecteur North a relevé trois empreintes de pas différentes, et pense que les empreintes de la troisième personne sont celles de l'agresseur. Il apprend également par Mariah que Lola s'était rendue chez lui dans le but de lui laisser le bénéfice du doute. Dans la soirée, Summer a appris pour l'accident de Lola et se rend à l'hôpital adresser son soutien à Kyle. Mais il gronde violemment Summer, qu'il suspecte d'être responsable de l'accident et la chasse. Malgré ça, il souhaite rendre visite à Lola à plusieurs reprises mais ses frères lui interdisent l'accès. Kyle est dépité. Il reçoit la visite de Rey qui vient l'interroger sur l'accident. Kyle lui fournit l'histoire et se rend compte au fil de l'interrogatoire que Rey se met à suspecter Summer. Plus tard dans la journée, cette dernière confronte Kyle en furie à cause de ce qu'il a raconté à Rey, avant d'apaiser la discussion et de lui déclarer sa flamme. Cependant, Kyle affirme à Summer qu'il est amoureux de Lola et met un point final à leur conversation. N'ayant toujours pas de nouvelles de Lola, il réussit à s'introduire dans sa chambre d'hôpital avec un accoutrement de médecin et discute avec elle, avant qu'Arturo ne le chasse et le menace à nouveau.

- Apprenant que Lola à besoin d'une greffe de foie et afin d'accélérer les recherches de donneurs compatibles, Kyle décide avec l'aide de Mariah de faire une interview en direct en demandant aux téléspectateurs de se mobiliser pour sauver Lola, en faisant don de sang pour savoir s'ils sont compatibles ou pas. Juste après l'interview, Arturo qui était à côté, tient à discuter avec Kyle et au grand étonnement de ce dernier, le félicite et l'autorise désormais à aller voir Lola. Des personnes comme Devon et Ana viennent faire le test, le résultat ressort négatif. Summer, qui a aussi entendu la demande de Kyle, se propose pour faire le test. Celle-ci est compatible et l'annonce à Kyle, qui est ravi et souhaite trouver un créneau pour l'opération. Mais Summer ne veut pas pousser les choses trop vite et organise un dîner à l'Athletic Club, que Kyle accepte. Ce dernier lui révèle être heureux et prêt à lui donner ce qu'elle désire pour qu'elle accepte de sauver la vie de Lola, même l'épouser. Summer est abasourdie par la requête de Kyle. Il lui répond qu'il pourrait le faire malgré son amour pour Lola mais Summer, pas convaincue par les sentiments de Kyle, refuse. Il la retient et admet finalement qu'il avait toujours des sentiments pour elle lorsqu'elle est revenue, qu'il tentait de l'oublier et qu'il lui a rendu son baiser le soir de la Saint-Valentin. Désormais convaincue, Summer propose qu'ils se marient pour une année et que si les choses tournent mal, ils divorceront. Elle lui demande également de lui faire sa demande, Kyle accepte à contrecœur.

- Kyle et Summer se marient le 15 mars 2019 (épisode diffusé le 25 janvier 2022 sur TF1). Juste après a lieu l'opération de Summer et Lola. Cependant, ils font croire à leurs proches qu'ils partent en lune de miel quelques jours. Après l'opération, Kyle reste aux côtés de Summer, puis va voir Lola, qui s'est réveillé depuis peu. Il lui apprend que Summer est la donneuse et qu'il s'est marié avec elle. Lola est anéantie. Kyle et Summer rentrent ensuite à la résidence Abbott en faisant croire à leurs proches qu'ils sont partis en lune de miel. Mais Jack remarque l'état de Summer et lorsqu'elle part se coucher, demande à Kyle ce qu'il se passe. Kyle finit par lui révéler toute la vérité sur cette histoire. Ensuite, avec Summer, ils avouent à Nick qu'elle est la donneuse anonyme de Lola. En apprenant ça, Nick discute en privé avec Kyle et le met en garde, bien qu'il lui souhaite par la suite la bienvenue chez les Newman.

- Un jour, Phyllis propose à Summer de partir en vacances 2 jours. Cette dernière, anxieuse de partir sans Kyle, finit par accepter la proposition de sa mère. Kyle part décompresser en faisant du sport et croise Lola, qui s'ouvre plus facilement et lui propose un rendez-vous dans la soirée. Lorsqu'ils se retrouvent, ils parlent à cœur ouvert, s'excusent mutuellement et Lola décide même d'aller plus loin avec Kyle. Celui-ci accepte de monter dans une suite avec elle. Au moment où ils passent à l'acte, Kyle reçoit un appel de Summer et interrompt leur moment. Il promet à Lola qu'il va mettre un terme à sa relation avec Summer dans la soirée pour qu'il puisse la retrouver. En rentrant chez lui, il retrouve Summer et peine à expliquer les raisons de son absence. Ils montent dans leur chambre faire l'amour mais Kyle n'y arrive pas. Il reçoit un message de son père qui souhaite le voir. Jack lui apprend que Phyllis lui fait du chantage en utilisant des photos de la soirée de Kyle et Lola. Kyle ne souhaite pas se laisser faire et décide d'avouer la vérité à Summer, cette dernière le comprend et pardonne sa bêtise. Le lendemain, il retrouve Lola et lui avoue qu'il n'a pas réussi à quitter Summer. Il lui rassure sur le fait qu'il est en train de la faire. Juste après, il retrouve Summer et lui avoue que sa mère a manigancé pour les séparer. En furie, Summer part s'expliquer avec sa mère.

- Le 22 avril 2019, Abby et Devon inaugurent le Society. Summer souhaite s'y rendre, tandis que Kyle non. Mais celui-ci revient sur sa décision et décide d'y aller. Il retrouve Lola qui travaille désormais là-bas et lui offre un collier. Dans la soirée, il retrouve à nouveau Lola et l'embrasse. Nick surprend Kyle et lui ordonne de mettre fin à son mariage. Summer intervient en voyant Nick attaquer Kyle et lui demande de les laisser tranquille. Ils décident de rentrer. Summer demande à Kyle pourquoi Nick est venu agresser verbalement Kyle, il lui avoue que c'est parce qu'il l'a surpris embrasser Lola. Summer est anéantie mais tente de sauver son mariage, tandis que Kyle est plus réaliste avec elle, il est amoureux de Lola et rester avec Summer ne fera que la briser. Kyle s'excuse auprès de Summer et en profite pour mettre fin à son mariage et la quitter.

- Rapidement, il se remet avec Lola et font l'amour pour la première fois. Ils sont à la recherche d'un appartement. Rey, désormais en couple avec Sharon, emménage chez elle et cède son appartement à Lola, qui emménage par la suite avec Kyle. Très vite, il "demande" Lola en mariage lors de la cérémonie de non-mariage de Victoria et William. Lola accepte sa demande dans la soirée.

- Theo Vanderway, influenceur et ami proche de Kyle à New-York, débarque à Genoa pour aider Jack à concrétiser son projet de renaissance de Jabot. Celui-ci se rapproche très vite de Summer et se met rapidement à sortir avec elle, ce qui conduit Theo à être plus souvent présent à Genoa. Cependant, Kyle et Theo qui ont fait les 400 coups à New-York, ne sont plus autant proches qu’avant à cause de la prise en maturité de Kyle par rapport à sa vie de couple, ce que Theo ne manque pas de lui reprocher, intervenant constamment dans la vie de couple de Kyle et Lola. Il fait également souligner à plusieurs reprises à Kyle qu’il le préférait lorsqu’il vivait à New-York ce qui interroge Lola qui ignore cette partie de son passé. Kyle finit par lui raconter cette partie, en vain. Mais il découvre très vite que Theo a balancé sa vie de débauche à Celeste, la mère de Lola et après que celle-ci l'a eu réprimandé, Kyle s'en prend physiquement à Theo, le blâmant pour sa trahison et décide d'interrompre son amitié avec lui. Par la suite, Celeste, qui a également appris pour l'accident de Lola et sa greffe, repart pour Miami, blessée de ne pas avoir été mise au courant. Lola déprime à l'idée que sa mère n'assistera pas à son mariage et se rend responsable. Kyle en revanche estime que Theo est responsable du départ de Celeste et va le lui faire savoir. Pour sa faire pardonner, Theo décide d'organiser l'enterrement de vie de garçon de Kyle mais celui-ci refuse dans l'immédiat. Il se confie a Mariah à propos de la requête de Theo et de la tournure qu'a pris son amitié avec lui depuis qu'il s'est installé en ville. Mariah décide d'organiser par la suite l'enterrement de vie de Kyle ainsi que celui de Lola. Le soir de l'évènement, Kyle croise Theo et Summer et apprend que Lola a invité cette dernière à la fête. Kyle tente de faire partir de force Theo, sans succès. La fête se déroule comme prévu et les invités profitent des jeunes fiancés. Rey et Jack font chacun un discours sur les jeunes mariés. Theo intervient aussi et parle entre autres de son amitié avec Kyle. Ce dernier anxieux à l'idée que Theo dévoile leur secret, interrompt son discours et l'embrouille à nouveau. Kyle et Theo finissent par se battre, idem de l'autre côté du toit terrasse ou Summer et Abby en viennent également au mains avant que Lola n'interrompe les deux bagarres et que la fête ne reprenne dans le plus grand des calmes.

- Kyle et Lola se marient le 16 août 2019 (épisode diffusées le 27 juin 2022 sur TF1). Celeste se rend finalement au mariage de sa fille grâce à Jack. Juste après la cérémonie, Kyle croise Theo en compagnie de Zoe Hardisty, la fille qui est à l’origine du secret des deux anciens amis. Kyle prend de ses nouvelles puis fait dégager Theo. Il apprend ensuite que le père de Lola, Adrian Rosales, s’est incrusté secrètement à la cérémonie malgré le fait que sa famille ait tenté de le faire partir. Le lendemain, ils se rendent en lune de miel aux îles Samoa.

### Theo Vanderway, membre de la famille Abbott
- Quelques mois plus tard, en octobre 2019, Jack, qui a cédé sa place de PDG a Kyle et William pour se consacrer à son projet d'écrire l'histoire des Abbott (voir Jack Abbott ou Traci Abbott Connolly), découvre avec Traci que Dina a eu un autre enfant avant lui avec un autre homme, Stuart Brooks. L'enfant a été confié dès la naissance à un couple habitant a Chicago, Ralph et Margaret Vanderway et celui-ci se nomme Eric Vanderway. Jack fait le lien avec le nom de famille de Theo et informe Kyle, avec qui les relations ne se sont pas arrangés depuis le mariage, que Theo est peut-être son cousin. Kyle refuse de croire à cette histoire et part se renseigner subtilement auprès de Theo qui lui apprend qu'il a bien grandi à Chicago et lui parle de l'amour qu'il ressent pour son père, décédé aujourd'hui. Theo garde en lui le collier de son père et le passe à Kyle qui le visualise de près et constate les initiales de son père « E.V. », Theo précise qu'il s'appelle Eric Vanderway. Kyle est sous le choc en découvrant que Theo est sûrement son cousin (épisode diffusé le 8 septembre 2022 sur TF1). Il tente de dissuader son père de révéler la vérité à Theo sur ses origines à cause de son comportement avide et destructeur mais Jack ne l'écoute que d'une oreille et invite Theo ou il lui fait part de ses origines et lui recommande d'effectuer un test ADN. Lorsque Theo fait part à Kyle de sa discussion avec Jack, il découvre que Kyle ne souhaite pas arranger les choses entre eux et qu'il s'est servi de lui afin d'avoir des informations sur son père. Kyle confirme et met en garde Theo concernant ses intentions avec cette nouvelle.

- Quelques jours plus tard, Jack rend visite à Kyle et Lola avec le résultat du test ADN et leur annonce que Theo est bien le petit-fils de Dina, donc le cousin de Kyle. Celui-ci est énervé contre son père d'avoir voulu aller au bout de cette question mais il finit par s'excuser auprès de lui. Kyle vit mal le fait que Theo s'intègre facilement dans la famille Abbott, d'autant plus que son cas cause pas mal de disputes entre lui et Lola. Par la suite, Theo obtient très vite un poste au sein de Jabot ce qui déplaît Kyle qui juge qu'il profitera de cette opportunité pour tout détruire. Jack revient également chez Jabot après que William ait décidé de quitter le navire et Kyle retrouve son poste de directeur des opérations. Mais ce poste ne lui convient plus et il propose à son père de prendre la place de PDG chez Jabot aux côtés de son père. Jack est tout d'abord réticent puis en écoutant les arguments de son fils, il accepte de le nommer co-PDG, jugeant qu'il a fait ses preuves.

- Les semaines passent et Theo fait ses preuves chez Jabot, recevant des critiques positives dont ceux de Kyle sur sa manière de travailler. Cependant, hors cadre-professionnel, Kyle ne supporte pas sa présence, d'autant plus qu'il commence à remarquer que Theo et Lola se sont beaucoup rapprochés amicalement. Il conclut très rapidement que Theo veut séduire Lola. Ses soupçons se confirment lors de la soirée privée de Jabot organisée au Society ou il surprend Theo complimenter Lola. Il frappe Theo au visage puis se dispute avec Lola à son sujet, constatant qu'elle prend toujours sa défense vis-à-vis de lui et finit par rentrer chez lui en rogne. Le lendemain, Kyle doit se rendre à San Francisco pour un rendez-vous d’affaires en compagnie de Summer afin de négocier un contrat d’affaires avec Bay Street Cosmétiques. Juste avant de partir, il tient à s’expliquer avec Lola à propos de leur dispute de la veille mais les deux ont du mal à communiquer, ils se disent au revoir sans avoir mis les choses à plat et Kyle part pour San Francisco. Sur place, lui et Summer réussissent à négocier le contrat d’affaires et fêtent leur victoire dans leur chambre d’hôtel. Summer et Kyle ont ensuite une discussion à propos de la vie de couple de ce dernier dont la rapidité que sa relation a prise, son bonheur dans son mariage et de la zizanie que Theo impose dans le couple de Kyle et Lola. Petit à petit, Summer complimente Kyle et finit par l’embrasser, il lui rend son baiser en retour puis l’interrompt en lui disant être toujours amoureux, heureux avec Lola et qu’il tient à sauver son couple, tout en continuant à rester ami avec Summer ce qui la contrarie et fait qu’elle s’en va.

- Lorsqu’ils rentrent à Genoa, Kyle retrouve Lola et lui raconte sa négociation réussie tout en évinçant Summer de l’histoire ce que remarque Lola puis met Kyle mal à l’aise. Il souhaite monopoliser la soirée de Lola pour qu’ils puissent avoir une discussion pour arranger leurs problèmes mais Lola reçoit un appel d’Arturo qui lui annonce que Céleste a eu un petit accident ce qui fait que la discussion prévue est repoussée. Kyle se rend au bureau ou il trouve Summer. Ils finissent par reparler de cette histoire et Summer comprend que Kyle comptait avouer à Lola leur baiser de la veille. Kyle lui avoue qu’il ne l’a pas fait et qu’il ne compte pas le faire. Ensemble, ils décident de ne pas reparler de ce baiser. Un jour ou Kyle travaille de chez eux, Lola rentre aussi. Ils en profitent pour s’expliquer mais ont toujours du mal à crever l’abcès mais Lola arrive à le faire en parlant de l’attitude étrange de Kyle depuis qu’il est revenu de San Francisco et lui demande s’il s’est passé quelque chose entre lui et Summer. Kyle tente de la rassurer mais Lola pense qu’il lui cache quelque chose de lourd et en remarquant à nouveau la culpabilité de Kyle, il finit par lui avouer qu’ils se sont embrassées mais que ce baiser ne signifiait rien pour lui. Il lui dit qu’il tenait à lui avouer son acte mais que leurs imprévus ont fait que Kyle a refoulé ce souvenir, jugeant qu’il fallait oublier mais Lola reste convaincue qu’il se passe autre chose et cherche à confronter Summer mais Kyle l’en dissuade en justifiant qu’elle a conscience de son erreur. Lola lui reproche d’être trop proche de Summer même en dehors du travail et pense qu’il aime être entouré d’elle. Kyle lui répond la même chose à propos de Theo et demande à Lola d’admettre qu’elle pense à Theo comme lui pense à Summer. Scandalisée, Lola s’en va. Dans la soirée, Kyle réussit à racheter officiellement Bay Street Cosmétiques et félicite ses employés mais ses pensées sont occupées par sa dernière conversation avec Lola. Il décide d’appeler Theo et apprend qu’il n’est pas chez Jabot. Kyle se rend au Society ou il trouve Lola en compagnie de Theo, sans surprise. Il prend Lola a part pour s’expliquer avec elle à propos de leur dernière conversation. Kyle confirme ne pas avoir oublié Summer du fait qu’il la croise tous les jours et essaye de faire comprendre à Lola que Theo est attiré par elle mais Lola veut que Kyle admette ce qu’il ressent à propos de Summer. Kyle avoue que Summer lui a fait réaliser certaines choses à San Francisco concernant sa relation avec Lola et le cas de Theo puis admet qu’il a du mal à oublier Summer et s’excuse auprès de Lola. Elle est dévastée et pense à la relation de sa mère avec Adrian qui l’avait abandonnée. Elle admet également que Theo la comprend mais qu’elle s’est retenue par respect pour son mariage. Ils réalisent qu'ils ne sont finalement pas compatibles, que leur mariage prend fin et décident mutuellement de se séparer en larmes.

- Kyle décide de prendre une chambre au Grand Phoenix. Summer le croise et apprend sa séparation avec Lola. Kyle lui explique les circonstances de leur décision. Elle le console mais admet être contente qu’ils soient séparés. Kyle monte ensuite dans sa suite puis est rejoint par Summer. Ils finissent par faire l’amour et par se remettre ensemble. Le lendemain, Jack avoue à Kyle avoir croisé Lola en compagnie de Theo la veille et lui avoir mis en garde à propos de la proximité qu’il essaye d’avoir avec Lola. Kyle lui avoue que lui et Lola viennent de se séparer et envisagent de divorcer. Jack est dévasté et essaye de rassurer son fils qui se sent coupable. Il lui explique les raisons de son choix et Jack lui conseille de ne pas se précipiter à vouloir se remettre en couple, notamment avec Summer. Mais les deux tourtereaux essayent de convaincre Jack en argumentant sur leurs sentiments, malgré sa méfiance, Jack décide de leur accorder sa bénédiction. D'autres comme Phyllis, Nick ou Rey sont en revanche contre les choix de Kyle.

- Un soir, Kyle trouve Lola et Theo en compagnie de Dina. Kyle souhaite subtilement éloigner son cousin de Dina en leur proposant de partir. Lola accepte mais Theo refuse. Kyle et Theo ont ensuite une discussion qui finit en règlement de comptes. Dina tente d’interrompre leur querelle en les appelant « John » (pour Kyle) et « Stuart » (pour Theo), ce qui interpelle Jack qui vient mettre fin au conflit. Après avoir couché Dina, Jack reproche aux deux cousins leurs disputes incessantes. Le lendemain, Jack les convoque chez Jabot et leur fait part de sa déception les concernant, sachant qu’ils se sont querellées devant sa mère, malade. Jack décide de revenir aux sources concernant Jabot et sur pourquoi John a bâti cette société en mettant fin à Jabot Collection. Afin de préparer au mieux le discours d’annonce, il annonce à Kyle et Theo que c’est eux-mêmes qui seront chargés de faire ce discours, qu’ils disposent d’une semaine de préparation et que le meilleur d’eux pourra diriger l’entreprise a ses côtés. Après le départ de Jack, Kyle annonce a Summer que son père a décidé de leur mettre au défi. Summer pense qu’il gagnera et lui rappelle que c’est également son combat à elle. Lorsqu’ils se mettent au travail, ils surprennent Kendra, une employée de Jabot avoir un comportement douteux. Summer réalise qu’elle les espionne sous les ordres de Theo et décide de lui tendre un piège avec l’aide de Kyle. Ils mettent sur leur serveur une idée et font en sorte que Kendra tombe dessus lorsqu’ils partent afin qu’elle l’envoie à Theo et que celui-ci tombe dans leur piège. Le jour des présentations, Theo débute en présentant son idée. Après sa présentation, Jack, assez douteux, lui demande d’où lui vient cette inspiration, Theo dit que ça vient de lui-même mais Jack ne le croit pas puisqu’il s’agit du même discours de présentation qu’il a tenu une quinzaine d’années auparavant. Jack dit être déçu de son neveu puis laisse la décision à Kyle concernant son sort, ce dernier rappelle à Theo les valeurs de Jabot puis le licencie. Kyle présente ensuite son projet, qui retranscrit les valeurs d'origines de Jabot. Jack est ravi de la présentation de Kyle et Summer. Juste après, les amoureux fêtent la victoire de Kyle ainsi que le renvoi de Theo. Un peu plus tard, Kyle confie a Summer qu'il culpabilise concernant la tournure qu'a pris sa relation avec Theo depuis qu'il est a Genoa, les deux cousins autrefois amis. Summer tente de le rassurer en lui disant que Theo a cherché ce qui lui arrive puis ils fêtent la victoire de Kyle.

- Dina décède le 16 octobre 2020 (épisode diffusé en France le 1er mai 2023) après avoir adressée un dernier mot a ses enfants et ses petits-enfants, hormis Theo, pas présent sur le moment, ce qui le rend furieux lorsqu'il le découvre, n'ayant pas pu lui dire au revoir. Quelques jours plus tard ont lieu l'annonce du testament de Dina. Tous reçoivent quelque chose y compris Theo, qui reçoit un stylo de son grand-père Stuart. Néanmoins, Theo n'est pas satisfait et décide d'attaquer en justice les Abbott et demande la totalité de l'héritage de Dina. Jack, Kyle ainsi que le reste des Abbott sont prêts a se battre contre Theo. Afin d'éviter que cette affaire aille au tribunal, Jack propose de léguer a Theo la boutique de bijoux de Dina a Paris mais celui-ci refuse, déterminé a faire la guerre a sa famille. Jack le propose de réfléchir a son offre et lui laisse un délai de 24 heures. Kyle ainsi qu'Ashley et Traci pensent que Theo ne doit rien recevoir de la part des Abbott. Le lendemain, Theo contacte Jack pour lui annoncer qu'il laisse tomber sa bataille et qu'il accepte l'offre des Abbott. Kyle lui dit que le délai est écoulé de 45 minutes mais malgré ce délai, Jack décide tout de même de laisser une chance a Theo de gérer les boutiques de sa grand-mère a Paris, ce que ce dernier accepte.

### Le secret de Kyle: un fils illégitime
- Le 8 février 2021 (épisode diffusée le 30 août 2023 sur TF1), Kyle reçoit la visite de Theo dans son bureau. Ce dernier lui rappelle un évènement festif survenu il y a presque 4 ans dans les Hamptons. Selon Theo, Kyle a rencontré une femme plus âgée que lui du nom de Tara Locke et a eu une brève relation amoureuse avec elle, femme d'un grand homme d'affaires qui à très mauvaise réputation, Ashland Locke. Tara et Kyle auraient couchés ensemble et leur liaison aurait donné naissance à un petit garçon de 3 ans, Harrison Locke. Jr, officiellement le fils d'Ashland Locke. Theo explique que le petit garçon a les fossettes de Kyle. Ce dernier pense a une ruse de Theo et Sally Spectra (Amour, Gloire et Beauté) et refuse de croire a cette histoire puis envisage l'hypothèse qu'elle pourrait être vraie car les dates coïncident. Kyle décide de raconter cette histoire a Summer sauf la partie ou Harrison Locke pourrait être son fils biologique et dit que Sally a l'intention de le faire chanter avec cette histoire. Il raconte tout de même la version complète a Mariah, qui lui conseille de parler du possible lien qu'il a avec Harrison a Summer.

- Kyle décide de prendre contact avec Tara pour en savoir plus sur cette histoire mais elle affirme par message que c'est une erreur et lui demande de ne plus prendre contact avec elle. Il trouve malgré tout une photo floue d'Harrison sur internet et décide de se rendre de lui-même a New York pour chercher les réponses a ses questions. Lorsqu'il souhaite se rendre a New-York, il croise le chemin de Tara a Genoa City au Grand Phoenix, qui s'est rendue sur place pour l'empêcher de se rendre la bas. Kyle lui demande si Harrison est réellement son fils. Tara lui répond que non mais Kyle insiste pour connaitre la vérité, lui faisant remarquer qu'elle et Ashland ne couchaient plus ensemble depuis un certain temps lorsqu'ils ont eu leur idylle. Tara finit par lui avouer qu'elle a fait réaliser un test ADN qui prouve que Kyle est bien le père biologique d'Harrison et lui demande de ne pas s'impliquer dans leurs vies, chose qui pourrait bouleverser Harrison.

- Tara et Ashland débarquent à Genoa le 11 mars 2021 dans le cadre de la vente de l'entreprise d'Ashland, Cyaxares Media (voir Billy Abbott, Lily Winters, Victor Newman, Adam Newman ou Victoria Newman) (épisode diffusée le 26 septembre 2023 sur TF1). Kyle tente de s'expliquer avec Tara mais elle continue a lui ordonner d'oublier ce qu'il s'est passé entre eux et les conséquences qui ont suivi. Un soir, Kyle et Summer se rendent au Society et croisent Jack en compagnie d'Ashland et Tara avant leur départ pour New-York. Kyle et Tara ne cessent de se fixer, ce qu'Ashland remarque. Le lendemain, Kyle croise Tara et se renseigne au sujet de leur fils Harrison mais Tara refuse de lui livrer plus d'infos a son sujet et lui demande de leur laisser tranquille. Ashland remarque leur discussion tendue et l'interrompt. Kyle leur souhaite bon voyage. Le lendemain, il reçoit un appel de Tara inquiète qui lui informe qu'Ashland soupçonne quelque chose car il a eu un comportement inhabituel depuis le trajet du retour. Kyle la rassure et pense qu'elle se fait du souci pour rien. Mais dans la soirée, il reçoit un appel d'Ashland, qui voudrait faire un projet de publicité avec Jabot. Kyle trouve cela suspect et décide d'expliquer a Jack ce qui le tracasse dernièrement. Jack découvre sa liaison passée avec Tara Locke et redoute la menace Ashland. Il s'engage à protéger son fils des représailles mais Kyle refuse de le mêler a ses histoires.

- Le 5 avril, Ashland passe en visite a Genoa pour discuter avec Kyle. Jack propose d'y aller a sa place et rencontre Ashland pour discuter de son projet. Leur discussion vire rapidement sur Kyle et sa réputation, que Jack défend face a Ashland. Kyle de son côté, n'est pas serein a l'idée que Jack affronte Ashland a sa place et se rend au rendez-vous. Jack cède sa place a Kyle et celui-ci souhaite discuter avec Ashland du contrat mais ce dernier souligne qu'il a une impression de déjà vu lorsqu'il voit Kyle et qu'il l'a certainement rencontré a des fêtes qu'il organisait avec Tara dans les Hamptons. Kyle avoue s'y être rendu de temps en temps a l'époque tout en prétendant avoir été serveur la bas. Ashland dit se souvenir qu'il sortait souvent avec sa femme avant d'avoir Harrison et pense avoir rencontré Kyle la bas. Kyle prétend ne pas s'en souvenir mais Ashland lui dit qu'il se souvient sûrement de Tara. Kyle prétend avoir du mal a se souvenir d'elle également puis Ashland lui demande s'il se souvient avoir couché avec elle (épisode diffusée le 17 octobre 2023 sur TF1). Kyle est pris au dépourvu par sa question et lui fait comprendre qu'il n'apprécie guère les accusations qu'il profane a son égard et est sur le point de s'en aller mais Ashland le retient en disant qu'il le testait pour savoir s'il mentait ou non. Ashland dit a Kyle qu'il le croit : celui-ci n'a pas couché avec sa femme et lui fait comprendre que s'il apprenait qu'un homme a couché avec sa femme, celui-ci aurait intérêt a surveiller ses arrières. Summer vient les interrompre a temps et Kyle lui raconte ainsi qu'a Jack son entrevue avec Ashland, qui lui a demandé s'il avait couché avec Tara puis a annoncé l'avoir testé mais Kyle reste inquiet et pense qu'il soupçonne réellement quelque chose. Quelques jours plus tard, Kyle reçoit un appel d'Ashland qui ne souhaite plus faire affaire avec lui. Kyle comprend qu'il est dans le viseur d'Ashland et qu'il joue avec lui.

- Quelques jours plus tard, Kyle découvre que des rumeurs négatives concernant Jabot et leurs conditions de travail sont en ligne et pense qu'Ashland est dans le coup. Par la suite, ces conséquences entraînent la fermeture de plusieurs usines Jabot. Kyle reçoit même un appel de Tara qui lui annonce qu'elle a eu une dispute avec Ashland mais n'obtient pas plus d'informations. Lorsqu'il apprend qu'Ashland est de passage en ville, il souhaite aller l'affronter mais Tara réussit à l'arrêter a temps. Elle éloigne Ashland tandis que Jack éloigne Kyle en lui demandant de réfléchir a deux fois avant d'agir. Ashland est ensuite pris par un appel et s'en va. Pendant ce temps, Kyle et Jack essayent d'arranger les crises qu'ils rencontrent chez Jabot. Un peu plus tard, ils apprennent par Summer qu'Ashland vient d'être admis à l'hôpital a la suite d'une crise cardiaque. Kyle croise Tara et lui adresse son soutien. Tara lui informe qu'elle a un plan en tête pour calmer Ashland sans lui en dire plus. Elle lui informe quelques jours plus tard qu'Ashland a finalement abdiqué et qu'il est prêt a renégocier avec Jabot. Petit à petit, certaines usines Jabot réouvrent ce qui rend heureux Kyle, Jack et Summer.

- Summer et Kyle se fiancent et décident de se marier a l'automne. Dans la soirée, il reçoit la visite de Tara, qui lui envoie une photo nette d'Harrison. Kyle montre ensuite a Summer puis a Mariah la photo qu'il a reçue de son fils. Pour célébrer la réouverture de l'intégralité de leurs usines Jabot, Jack propose d'organiser une fête de fiançailles a Kyle et Summer. Le 14 mai a lieu la fête de fiançailles de Kyle et Summer mais lorsque la fête débute, Tara débarque en compagnie d'Harrison. Kyle rencontre pour la première fois son fils puis apprend que Tara a avoué a Ashland son adultère avec Kyle donc a besoin de son aide pour cacher Harrison. Elle lui demande de lui retrouver dans sa chambre d'hôtel au Grand Phoenix et Kyle et Summer s'y rendent, interrogeant tout le monde. Tara leur dit qu'Ashland ignore ou ils se cachent et Tara a essayé de lui faire croire qu'elle s'est rendue chez des amis. Elle demande ensuite a Kyle de revendiquer sa paternité auprès d'Ashland. Kyle hésite au départ mais finit par accepter de s'engager à protéger son fils lorsque Ashland le retrouve et le confronte, lui demandant ou se trouvent Tara et Harrison. Kyle souhaite les installer au manoir Abbott mais envisage justement de dévoiler à Jack son lien avec Harrison.

- Le 24 mai 2021 (épisode diffusée le 4 décembre 2023 sur TF1), Kyle annonce a Jack que sa relation avec Tara ne s'est pas arrêté qu'a une simple liaison puisque Harrison Locke, le fils de Tara, est aussi son fils. Jack apprend par conséquent qu'il est grand-père et découvre la situation que Kyle lui expose. Jack accepte d'héberger Tara et Harrison pour les protéger d'Ashland. Cependant, Ashland retrouve assez rapidement Tara (grâce à Sally) et exige de revoir son fils. Kyle refuse, justifiant qu'il n'a pas a exiger cela puisqu'il n'est pas son père et qu'un test ADN peut le prouver. Ashland regarde le test ADN et apprend en lisant noir sur blanc que Harrison est le fils biologique de Kyle (épisode diffusée le 12 décembre 2023 sur TF1). Atterré par cette situation, Ashland envisage de demander la garde exclusive d'Harrison. Puis il tente de convenir d'un arrangement avec Tara mais elle devra bannir Kyle de la vie d'Harrison.Finalement, il annule sa croisade de garde exclusive contre Tara et Kyle. Ces derniers s'interrogent sur le choix inattendu d'Ashland et pensent a un plan de sa part mais Ashland finit par leur révéler qu'il est atteint d'un cancer du poumon et qu'il lui reste potentiellement 6 mois a vivre.

- Parallèlement, l'arrivée de Tara et Harrison engendre un problème de couple entre Kyle et Summer, cette dernière se sentant mal à l'aise vis-à-vis de la nouvelle famille de Kyle à tel point qu'elle décide d'interrompre leurs projets de mariage. Finalement, ils décident de reprendre leur projet mais décide d'avancer le mariage prévu à l'automne au mois d'août. Mais très rapidement, Summer change d'avis et décide d'accepter un emploi pour une maison de couture nommée Marchetti, dirigée par Angelina Marchetti, lui ayant fait une proposition d'emploi. Cependant, le poste est localisé à Milan en Italie. Summer prend cette décision et informe Kyle qu'elle a accepté le poste à l'étranger et qu'elle envisage de rompre avec lui en même temps. Kyle à du mal a comprendre le choix de sa fiancée puis comprend que c'est a cause de l'arrivée d'Harrison dans sa vie. Il tente a plusieurs reprises de convaincre Summer de rester de surmonter cette épreuve ensemble mais Summer ne change pas d'avis et lui rend sa bague de fiançailles, mettant un point définitif à sa relation avec Kyle et s'envolant pour Milan.

- Kyle est attristé par le départ de sa fiancée. Il reçoit le soutien de sa famille ainsi que de Tara. Un jour ou Kyle, Tara et Harrison partent pique-niquer au Parc Chancellor, Ashland arrive et les surprend ensemble. Pensant qu'il était censé passer l'après-midi avec Harrison, il embrouille Tara a ce sujet et commence a ressentir des douleurs aux poumons. Il demande a ce qu'ils éloignent Harrison de lui, ce qui le fait peur, pensant que son père le rejette. Le lendemain, une vidéo montrant la dispute entre Tara et Ashland avec ce dernier en position de faiblesse fuite, ce qui contraint Ashland a faire une déclaration publique en confirmant bien qu'il est malade tout en annonçant la fusion entre Newman Entreprises et Locke Communications (voir Victoria Newman). Tara envisage ensuite l'idée à Kyle de demander la garde exclusive d'Harrison afin qu'ils l'obtiennent tous les deux. Kyle est assez réticent a l'idée de priver Harrison du père qu'il a connu depuis sa naissance et laisse Tara réfléchir a cette idée. Un peu plus tard, Tara annonce a Kyle qu'elle a pris sa décision et qu'elle a émis une requête de garde exclusive d'Harrison contre Ashland. Ce dernier ayant appris la nouvelle par ses avocats, confronte Tara sur la raison pour laquelle elle a demandée la garde exclusive et clame qu'elle ne s'en tirera pas comme ça tout en ressentant des douleurs au niveau du cœur. Après son départ, Kyle promet a Tara qu'il veillera sur elle et leur fils.

- Afin de se préparer au mieux pour annoncer a Harrison la maladie d'Ashland, Kyle fait appel a Sharon qui leur conseille de ne pas omettre de dire la vérité à Harrison sur la maladie d'Ashland et qu'ils doivent lui en parler ensemble, avec Tara. Kyle apprend également que Phyllis met Tara mal à l'aise car elle la soupçonne d'être responsable du départ de Summer. Kyle décide d'aller confronter Phyllis, très remonté, sur sa théorie concernant Tara. Phyllis lui explique que Tara n'est pas celle qu'il croit et pense qu'elle est bien la cause du départ de Summer et qu'elle tente de tirer profit pour séduire Kyle. Ce dernier demande des preuves de ce qu'elle avance mais Phyllis n'en a pas assez pour l'instant. Elle pense également que Sally est dans le coup, théorie que Kyle avait déjà il y'a quelques jours. Kyle ne croit pas a cette théorie du complot et demande a Phyllis de laisser Tara tranquille. En rentrant, Kyle apprend qu'Ashland a refusé de suivre les recommandations de Sharon et souhaite parler de la maladie d'Harrison seul à seul.

- Le lendemain, Kyle remarque que Tara parait anxieuse, et ce, depuis la veille. Tara explique que les circonstances qu'ils ont rencontrés ces derniers temps la stresse puis s'en va. Kyle reste interrogatif et parle a Jack des soupçons de Phyllis vis-à-vis de Tara et de Sally. Jack lui apprend qu'il est censé avoir un rendez-vous avec Sally dans la soirée. Kyle lui demande de rester sur ses gardes. Ils reçoivent ensuite tous les deux par Phyllis une vidéo de caméra surveillance ou l'on observe Tara et Sally avoir une discussion tendue, sans avoir le son. Kyle et Jack s'interrogent quant au contenu de cette vidéo et Kyle convoque Tara pour avoir une discussion a propos de cela. Lorsqu'elle rentre, Kyle lui explique qu'ils ont reçu un message de Phyllis et demande pourquoi elle s'est précipitée pour voir Sally. Tara explique avoir reçu un SMS de Sally qui avait été envoyé en réalité par Phyllis. Kyle et Jack lui montrent la vidéo que leur a envoyé Phyllis. Tara est choquée et leur explique que sa réaction vis-à-vis de Sally est dû au stress et dit n'avoir rien fait. Jack décide ensuite d'aller confronter Phyllis, puis Sally et Kyle part prendre l'air pendant que Tara et Ashland annoncent la maladie de ce dernier a leur fils. A son retour, il surprend discrètement Tara au téléphone avec Sally en train de la rassurer par rapport a Jack et expliquant que pour elle tout va bien pour le moment, elles ont expliqué la même chose a Kyle et Jack. En entendant ces mots, Kyle est choqué.

- Kyle, qui commence à être méfiant envers Tara, lui demande tranquillement de quoi elle parlait avec Sally au téléphone. Tara explique que Sally s'est excusé pour le malentendu qu'elles ont eu et espère que les allégations de Phyllis n'ont pas fait monter la tête a Kyle en lui demandant s'il lui fait toujours confiance. Kyle lui demande pourquoi cette inquiétude et Tara explique craindre de perdre la confiance des Abbott. Kyle lui explique ensuite que c'est de Sally qui se méfie et la met en garde contre elle. Il demande ensuite a Tara quelles sont ses perspectives d'avenir quand a sa vie amoureuse maintenant qu'Ashland a fait le choix de se battre contre le cancer. Tara explique qu'elle compte toujours divorcer de lui mais ignore avec qui elle retrouvera l'amour. Jack entre et demande a s'expliquer avec Kyle en privé. Il lui explique que Sally a nié avoir montré son téléphone a Tara hors la vidéo montrait le contraire. De ce fait, il a décidé de rompre avec elle. Bien qu'encore un peu douteux de la véracité des dires de Phyllis, Jack commence a soupçonner Sally et également Tara, qui pourrait être de mèche avec elle.

- Jack et Kyle se font le scénario de la machination de Tara et Sally et ils comprennent que c'est Sally qui a eu l'idée d'évincer Summer avec le poste chez Marchetti mais que c'est Tara qui a déclenché son départ en se servant d'Harrison pour pouvoir se mettre en couple avec Kyle. Ce dernier réalise la trahison de Tara et contacte Summer en lui exposant la théorie de Jack sur Tara, Summer avoue que Tara la faisait chanter en utilisant Harrison, si elle ne quittait pas la ville, Kyle ne reverrait jamais son fils. Après l'appel, Kyle décide de régler ses comptes avec Tara et la confronte sur ses mensonges. Tara reconnaît son acte puis comprend qu'elle n'est plus la bienvenue et envisage de retourner a New-York avec Harrison. Jack et Kyle tentent de la retenir mais Tara voit clair dans leur jeu et envisage toujours de s'en aller, justifiant l'erreur qu'elle a faite de s'installer avec eux. Phyllis et Lauren arrivent au même moment pour empêcher Tara de quitter la ville et lui exposent ainsi qu'a Kyle et Jack qu'elle est sur le point de se faire arrêter pour détournement de fonds vis-à-vis de son entreprise et que son conseiller bancaire l'a dénoncée auprès de Nick et de la police. Tara est mise par la suite en état d'arrestation (épisode diffusée le 22 février 2024 sur TF1).

- Après l'arrestation de Tara, Kyle se rend a Milan pour annoncer la nouvelle a Summer et ils décident de se remettre ensemble. Ils annoncent la bonne nouvelle a Phyllis, Jack et Nick. Cependant, ils annoncent leur décision de vivre a Milan de manière permanente et avec la détention de Tara et la maladie d'Ashland, envisagent d'emmener Harrison avec eux. A Genoa City, Ashland tente d'entrer plusieurs fois en contact avec Kyle pour décider de ce qu'ils vont faire concernant la garde d'Harrison. Il apprend par Jack que Kyle envisage d'emmener Harrison avec lui en Europe. Assez dubitatif quand a ce choix, il accorde finalement le 16 août a Kyle le bénéfice d'emmener Harrison vivre en Italie tout en rappelant certaines règles a respecter quant a Harrison et en annonçant a Kyle et Jack qu'il a décidé de suivre un traitement. Kyle accepte de les suivre.

### Diane Jenkins, de retour d'entre les morts
- En février 2022, Jack apprend le décès de Keemo, le fils aîné de Jack et demi-frère de Kyle après avoir reçu des messages mystérieux à son égard. Jack se rend à Los Angeles pour chercher des réponses, accompagné de Phyllis. Sur place, ils rencontrent Allie, une jeune chimiste qui s'avère être la fille de Keemo. Jack apprend de ce fait que Allie est sa petite fille. Il en parle à Kyle, qui apprend aussi l'existence de sa nièce. Quelques semaines plus tard, Jack contacte Kyle, habitant désormais à Milan avec Summer et Harrison et lui demande de passer à Genoa pour lui annoncer une nouvelle. Kyle arrive à Genoa avec Harrison le 25 avril. Juste après, Kyle a une discussion avec Jack, qui lui apprend que Diane, sa mère tuée en 2011 a en réalité simulé volontairement sa mort, est toujours en vie et est à Genoa dans l'espoir de renouer avec son fils. Kyle est sous le choc que sa mère l'ait délibérément abandonné toutes ces années (épisode diffusé en France le 6 novembre 2024).

- Kyle est rempli de joie, de colère, d'hésitation et est partagé entre le fait de se réjouir et de lui en vouloir pour lui avoir délibérément menti durant toutes ces années. Il hésite tout d'abord a la revoir puis accepte finalement mais refuse qu'elle ait affaire a Harrison. Lorsque Kyle retrouve sa mère face à face dans le manoir des Abbott, il découvre les raisons pour lesquelles Diane lui a menti : à l'époque, elle était détestée par la majorité des habitants de Genoa City et prévoyait de s'enfuir avec lui (sans que Kyle ne le sache puisqu'il était placé en internat sous une nouvelle identité en attendant que sa mère vienne le chercher) tout en simulant sa mort et en faisant porter le chapeau à Victor Newman (voir Diane Jenkins, Adam Newman ou Victor Newman) mais le soir de sa mort, le plan a changé et elle s'est arrangée avec l'aide de Deacon Sharpe pour disparaître. Cependant, elle assure a son fils avoir travaillée sur elle tout ce temps et avoir changée. Après le départ de sa mère, Kyle est chamboulé et se demande ce qu'il doit faire concernant sa mère. Finalement, il accepte de lui donner une chance pour vérifier la véracité de ses dires, a t-elle bien changé ? Il dit a sa mère, qui est sur le point de quitter la ville accepter le fait qu'elle fasse partie de sa vie, sans pour autant lui accorder son pardon. Il donne l'idée a Jack de tester Diane auprès de leur famille pour voir si elle a bien changé auprès des personnes a qui elle a fait du mal.